# Gardner Beach
Gardner Beach är en strand i Australien. Den ligger i delstaten Western Australia, omkring 320 kilometer söder om delstatshuvudstaden Perth.
I omgivningarna runt Gardner Beach växer i huvudsak städsegrön lövskog. Genomsnittlig årsnederbörd är 1 208 millimeter. Den regnigaste månaden är maj, med i genomsnitt 210 mm nederbörd, och den torraste är februari, med 16 mm nederbörd.